# 地獄火鳥
地獄火鳥（英文：Hell Fire Bird；1942年9月21日-1960年6月20日），就是B-29超級堡壘轟炸機，地獄火鳥是日本人對B-29的稱呼。

## 著名飛機
- 艾諾拉·蓋號轟炸機，在1945年8月6日在廣島市投下原子彈。
- 博克斯卡號轟炸機，在1945年8月9日在長崎市投下原子彈。

## 參與過的戰役
- 1944年6月15日--塞班島戰役。
- 1944年11月14日--106架B29空襲東京。
- 1944年11月24日--88架B29空襲東京。
- 1945年2月13日至2月15日--德勒斯登轟炸。
- 1945年2月26日，3月13日至3月14日--大阪大空襲。
- 1945年3月10日，4月15日,5月25日--東京大轟炸。
- 1945年3月12日--名古屋大空襲。
- 1945年8月6日--廣島市原子彈爆炸。
- 1945年8月9日--長崎市原子彈爆炸。
- 1950年6月25日--朝鮮戰爭。